# Lista över fornlämningar i Söderköpings kommun (Skällvik)
Lista över fornlämningar i Söderköpings kommun (Skällvik) är en förteckning av ett urval av de fornlämningar som finns i Skällvik i Söderköpings kommun.
| Namn                                    | Lämningstyp             | Tillkomsttid | Historisk indelning    | Plats | Läge                 | ID-nr          | Bild                                      |
| --------------------------------------- | ----------------------- | ------------ | ---------------------- | ----- | -------------------- | -------------- | ----------------------------------------- |
| Skällviks borgruin (Skällvik 1:1)       | Slott/herresäte         | 1330         | Skällvik, Östergötland |       | 58.432346, 16.569881 | 10049200010001 | Ladda upp en till bild av detta fornminne |
| Skällvik 6:1                            | Gravfält                |              | Skällvik, Östergötland |       | 58.393470, 16.658921 | 10049200060001 | Ladda upp en bild av detta fornminne      |
| Skällvik 9:1                            | Stensättning            |              | Skällvik, Östergötland |       | 58.419702, 16.596908 | 10049200090001 | Ladda upp en bild av detta fornminne      |
| Skällvik 9:2                            | Stensättning            |              | Skällvik, Östergötland |       | 58.419765, 16.596698 | 10049200090002 | Ladda upp en bild av detta fornminne      |
| Skällvik 9:3                            | Stensättning            |              | Skällvik, Östergötland |       | 58.419868, 16.596548 | 10049200090003 | Ladda upp en bild av detta fornminne      |
| Skällvik 15:1                           | Stensättning            |              | Skällvik, Östergötland |       | 58.384685, 16.584168 | 10049200150001 | Ladda upp en bild av detta fornminne      |
| Skällvik 15:2                           | Stensättning            |              | Skällvik, Östergötland |       | 58.384780, 16.583913 | 10049200150002 | Ladda upp en bild av detta fornminne      |
| Skällvik 19:1                           | Stensättning            |              | Skällvik, Östergötland |       | 58.415277, 16.673610 | 10049200190001 | Ladda upp en bild av detta fornminne      |
| Skällvik 19:2                           | Stensättning            |              | Skällvik, Östergötland |       | 58.415158, 16.673603 | 10049200190002 | Ladda upp en bild av detta fornminne      |
| Skällvik 20:1                           | Stensättning            |              | Skällvik, Östergötland |       | 58.418003, 16.684326 | 10049200200001 | Ladda upp en bild av detta fornminne      |
| Skällvik 22:1                           | Fästning/skans          |              | Skällvik, Östergötland |       | 58.431486, 16.666670 | 10049200220001 | Ladda upp en bild av detta fornminne      |
| Skällvik 23:1                           | Stensättning            |              | Skällvik, Östergötland |       | 58.388224, 16.665764 | 10049200230001 | Ladda upp en bild av detta fornminne      |
| Skällvik 24:1                           | Stensättning            |              | Skällvik, Östergötland |       | 58.388503, 16.663987 | 10049200240001 | Ladda upp en bild av detta fornminne      |
| Skällvik 25:1                           | Stensättning            |              | Skällvik, Östergötland |       | 58.390004, 16.659245 | 10049200250001 | Ladda upp en bild av detta fornminne      |
| Skällvik 25:2                           | Stensättning            |              | Skällvik, Östergötland |       | 58.389915, 16.659332 | 10049200250002 | Ladda upp en bild av detta fornminne      |
| Skällvik 25:3                           | Stensättning            |              | Skällvik, Östergötland |       | 58.389933, 16.659665 | 10049200250003 | Ladda upp en bild av detta fornminne      |
| Skällvik 26:1                           | Stensättning            |              | Skällvik, Östergötland |       | 58.387657, 16.664587 | 10049200260001 | Ladda upp en bild av detta fornminne      |
| Skällvik 26:2                           | Stensättning            |              | Skällvik, Östergötland |       | 58.387650, 16.664341 | 10049200260002 | Ladda upp en bild av detta fornminne      |
| Skällvik 28:1                           | Stensättning            |              | Skällvik, Östergötland |       | 58.394043, 16.716988 | 10049200280001 | Ladda upp en bild av detta fornminne      |
| Skällvik 28:2                           | Stensättning            |              | Skällvik, Östergötland |       | 58.394043, 16.716988 | 10049200280002 | Ladda upp en bild av detta fornminne      |
| Skällvik 29:1                           | Gravfält                |              | Skällvik, Östergötland |       | 58.391649, 16.713970 | 10049200290001 | Ladda upp en bild av detta fornminne      |
| Skällvik 30:1                           | Minnesmärke             |              | Skällvik, Östergötland |       | 58.429418, 16.596534 | 10049200300001 | Ladda upp en till bild av detta fornminne |
| Skällvik 34:1                           | Stensättning            |              | Skällvik, Östergötland |       | 58.422499, 16.604496 | 10049200340001 | Ladda upp en bild av detta fornminne      |
| Skällvik 34:2                           | Stensättning            |              | Skällvik, Östergötland |       | 58.422562, 16.604653 | 10049200340002 | Ladda upp en bild av detta fornminne      |
| Skällvik 37:1                           | Stensättning            |              | Skällvik, Östergötland |       | 58.374637, 16.648623 | 10049200370001 | Ladda upp en bild av detta fornminne      |
| Skällvik 37:3                           | Stensättning            |              | Skällvik, Östergötland |       | 58.374527, 16.648662 | 10049200370003 | Ladda upp en bild av detta fornminne      |
| Skällvik 38:1                           | Stensättning            |              | Skällvik, Östergötland |       | 58.374364, 16.651236 | 10049200380001 | Ladda upp en bild av detta fornminne      |
| Skällvik 38:2                           | Stensättning            |              | Skällvik, Östergötland |       | 58.374347, 16.651349 | 10049200380002 | Ladda upp en bild av detta fornminne      |
| Skällvik 39:1                           | Stensättning            |              | Skällvik, Östergötland |       | 58.374485, 16.652924 | 10049200390001 | Ladda upp en bild av detta fornminne      |
| Skällvik 39:2                           | Stensättning            |              | Skällvik, Östergötland |       | 58.374528, 16.652966 | 10049200390002 | Ladda upp en bild av detta fornminne      |
| Skällvik 39:3                           | Stensättning            |              | Skällvik, Östergötland |       | 58.374595, 16.652879 | 10049200390003 | Ladda upp en bild av detta fornminne      |
| Skällvik 39:4                           | Stensättning            |              | Skällvik, Östergötland |       | 58.374515, 16.653092 | 10049200390004 | Ladda upp en bild av detta fornminne      |
| Skällvik 40:1                           | Stensättning            |              | Skällvik, Östergötland |       | 58.385663, 16.720785 | 10049200400001 | Ladda upp en bild av detta fornminne      |
| Skällvik 41:1                           | Stensättning            |              | Skällvik, Östergötland |       | 58.384579, 16.722328 | 10049200410001 | Ladda upp en bild av detta fornminne      |
| Skällvik 42:1                           | Röse                    |              | Skällvik, Östergötland |       | 58.383384, 16.720670 | 10049200420001 | Ladda upp en bild av detta fornminne      |
| Skällvik 42:2                           | Stensättning            |              | Skällvik, Östergötland |       | 58.383397, 16.720485 | 10049200420002 | Ladda upp en bild av detta fornminne      |
| Skällvik 42:3                           | Stensättning            |              | Skällvik, Östergötland |       | 58.383476, 16.720866 | 10049200420003 | Ladda upp en bild av detta fornminne      |
| Skällvik 43:1                           | Röse                    |              | Skällvik, Östergötland |       | 58.383203, 16.719849 | 10049200430001 | Ladda upp en bild av detta fornminne      |
| Skällvik 45:1                           | Gravfält                |              | Skällvik, Östergötland |       | 58.379086, 16.623632 | 10049200450001 | Ladda upp en bild av detta fornminne      |
| Skällvik 47:1                           | Röse                    |              | Skällvik, Östergötland |       | 58.345939, 16.624411 | 10049200470001 | Ladda upp en bild av detta fornminne      |
| Skällvik 48:1                           | Röse                    |              | Skällvik, Östergötland |       | 58.345274, 16.627432 | 10049200480001 | Ladda upp en bild av detta fornminne      |
| Skällvik 48:2                           | Röse                    |              | Skällvik, Östergötland |       | 58.345373, 16.627672 | 10049200480002 | Ladda upp en bild av detta fornminne      |
| Skällvik 49:1                           | Stensättning            |              | Skällvik, Östergötland |       | 58.348094, 16.625671 | 10049200490001 | Ladda upp en bild av detta fornminne      |
| Skällvik 51:1                           | Stensättning            |              | Skällvik, Östergötland |       | 58.369505, 16.652096 | 10049200510001 | Ladda upp en bild av detta fornminne      |
| Skällvik 51:2                           | Stensättning            |              | Skällvik, Östergötland |       | 58.369458, 16.652516 | 10049200510002 | Ladda upp en bild av detta fornminne      |
| Skällvik 51:3                           | Stensättning            |              | Skällvik, Östergötland |       | 58.369240, 16.653150 | 10049200510003 | Ladda upp en bild av detta fornminne      |
| Skällvik 52:1                           | Stensättning            |              | Skällvik, Östergötland |       | 58.369055, 16.650555 | 10049200520001 | Ladda upp en bild av detta fornminne      |
| Skällvik 53:1                           | Gravfält                |              | Skällvik, Östergötland |       | 58.372283, 16.655402 | 10049200530001 | Ladda upp en bild av detta fornminne      |
| Skällvik 54:1                           | Röse                    |              | Skällvik, Östergötland |       | 58.372131, 16.657565 | 10049200540001 | Ladda upp en bild av detta fornminne      |
| Skällvik 54:2                           | Stensättning            |              | Skällvik, Östergötland |       | 58.372143, 16.657282 | 10049200540002 | Ladda upp en bild av detta fornminne      |
| Skällvik 54:3                           | Stensättning            |              | Skällvik, Östergötland |       | 58.372066, 16.657165 | 10049200540003 | Ladda upp en bild av detta fornminne      |
| Skällvik 55:1                           | Stensättning            |              | Skällvik, Östergötland |       | 58.371463, 16.664256 | 10049200550001 | Ladda upp en bild av detta fornminne      |
| Skällvik 56:1                           | Gravfält                |              | Skällvik, Östergötland |       | 58.372741, 16.666890 | 10049200560001 | Ladda upp en bild av detta fornminne      |
| Skällvik 59:1                           | Stensättning            |              | Skällvik, Östergötland |       | 58.374837, 16.646221 | 10049200590001 | Ladda upp en bild av detta fornminne      |
| Skällvik 59:2                           | Stensättning            |              | Skällvik, Östergötland |       | 58.374864, 16.646391 | 10049200590002 | Ladda upp en bild av detta fornminne      |
| Skällvik 61:1                           | Röse                    |              | Skällvik, Östergötland |       | 58.398670, 16.706709 | 10049200610001 | Ladda upp en bild av detta fornminne      |
| Skällvik 61:2                           | Stensättning            |              | Skällvik, Östergötland |       | 58.398777, 16.706350 | 10049200610002 | Ladda upp en bild av detta fornminne      |
| Skällvik 61:3                           | Stensättning            |              | Skällvik, Östergötland |       | 58.398587, 16.707061 | 10049200610003 | Ladda upp en bild av detta fornminne      |
| Skällvik 62:1                           | Stensättning            |              | Skällvik, Östergötland |       | 58.399171, 16.706896 | 10049200620001 | Ladda upp en bild av detta fornminne      |
| Skällvik 62:2                           | Stensättning            |              | Skällvik, Östergötland |       | 58.399290, 16.706687 | 10049200620002 | Ladda upp en bild av detta fornminne      |
| Skällvik 63:1                           | Stensättning            |              | Skällvik, Östergötland |       | 58.362649, 16.591504 | 10049200630001 | Ladda upp en bild av detta fornminne      |
| Skällvik 64:1                           | Röse                    |              | Skällvik, Östergötland |       | 58.362878, 16.589161 | 10049200640001 | Ladda upp en bild av detta fornminne      |
| Skällvik 65:1                           | Stensättning            |              | Skällvik, Östergötland |       | 58.362812, 16.587092 | 10049200650001 | Ladda upp en bild av detta fornminne      |
| Skällvik 65:2                           | Stensättning            |              | Skällvik, Östergötland |       | 58.362808, 16.587204 | 10049200650002 | Ladda upp en bild av detta fornminne      |
| Skällvik 65:3                           | Stensättning            |              | Skällvik, Östergötland |       | 58.362882, 16.587211 | 10049200650003 | Ladda upp en bild av detta fornminne      |
| Skällvik 66:1                           | Röse                    |              | Skällvik, Östergötland |       | 58.360448, 16.588434 | 10049200660001 | Ladda upp en bild av detta fornminne      |
| Skällvik 67:1                           | Stensättning            |              | Skällvik, Östergötland |       | 58.360392, 16.590841 | 10049200670001 | Ladda upp en bild av detta fornminne      |
| Skällvik 67:2                           | Stensättning            |              | Skällvik, Östergötland |       | 58.360335, 16.591033 | 10049200670002 | Ladda upp en bild av detta fornminne      |
| Skällvik 68:1                           | Röse                    |              | Skällvik, Östergötland |       | 58.361333, 16.591395 | 10049200680001 | Ladda upp en bild av detta fornminne      |
| Skällvik 69:1                           | Stensättning            |              | Skällvik, Östergötland |       | 58.350795, 16.632002 | 10049200690001 | Ladda upp en bild av detta fornminne      |
| Skällvik 69:2                           | Stensättning            |              | Skällvik, Östergötland |       | 58.350755, 16.632104 | 10049200690002 | Ladda upp en bild av detta fornminne      |
| Skällvik 69:3                           | Stensättning            |              | Skällvik, Östergötland |       | 58.350729, 16.631800 | 10049200690003 | Ladda upp en bild av detta fornminne      |
| Skällvik 69:4                           | Stensättning            |              | Skällvik, Östergötland |       | 58.350839, 16.632307 | 10049200690004 | Ladda upp en bild av detta fornminne      |
| Skällvik 70:1                           | Röse                    |              | Skällvik, Östergötland |       | 58.398863, 16.707951 | 10049200700001 | Ladda upp en bild av detta fornminne      |
| Skällvik 71:1                           | Stensättning            |              | Skällvik, Östergötland |       | 58.396588, 16.710903 | 10049200710001 | Ladda upp en bild av detta fornminne      |
| Skällvik 72:1                           | Stensättning            |              | Skällvik, Östergötland |       | 58.369504, 16.584433 | 10049200720001 | Ladda upp en bild av detta fornminne      |
| Skällvik 75:1                           | Stensättning            |              | Skällvik, Östergötland |       | 58.358805, 16.594281 | 10049200750001 | Ladda upp en bild av detta fornminne      |
| Skällvik 76:1                           | Röse                    |              | Skällvik, Östergötland |       | 58.367054, 16.602714 | 10049200760001 | Ladda upp en bild av detta fornminne      |
| Skällvik 76:2                           | Röse                    |              | Skällvik, Östergötland |       | 58.366946, 16.602841 | 10049200760002 | Ladda upp en bild av detta fornminne      |
| Skällvik 76:3                           | Röse                    |              | Skällvik, Östergötland |       | 58.366928, 16.603080 | 10049200760003 | Ladda upp en bild av detta fornminne      |
| Skällvik 76:4                           | Stensättning            |              | Skällvik, Östergötland |       | 58.366834, 16.602968 | 10049200760004 | Ladda upp en bild av detta fornminne      |
| Skällvik 77:1                           | Stensättning            |              | Skällvik, Östergötland |       | 58.365696, 16.594347 | 10049200770001 | Ladda upp en bild av detta fornminne      |
| Skällvik 77:2                           | Stensättning            |              | Skällvik, Östergötland |       | 58.365599, 16.594134 | 10049200770002 | Ladda upp en bild av detta fornminne      |
| Skällvik 78:1                           | Röse                    |              | Skällvik, Östergötland |       | 58.368232, 16.603455 | 10049200780001 | Ladda upp en bild av detta fornminne      |
| Skällvik 79:1                           | Stensättning            |              | Skällvik, Östergötland |       | 58.374291, 16.622382 | 10049200790001 | Ladda upp en bild av detta fornminne      |
| Skällvik 79:2                           | Stensättning            |              | Skällvik, Östergötland |       | 58.374399, 16.623068 | 10049200790002 | Ladda upp en bild av detta fornminne      |
| Skällvik 80:1                           | Gravfält                |              | Skällvik, Östergötland |       | 58.374717, 16.612978 | 10049200800001 | Ladda upp en bild av detta fornminne      |
| Skällvik 81:1                           | Stensättning            |              | Skällvik, Östergötland |       | 58.374753, 16.613867 | 10049200810001 | Ladda upp en bild av detta fornminne      |
| Skällvik 81:2                           | Stensättning            |              | Skällvik, Östergötland |       | 58.374691, 16.613989 | 10049200810002 | Ladda upp en bild av detta fornminne      |
| Skällvik 81:3                           | Stensättning            |              | Skällvik, Östergötland |       | 58.374721, 16.614129 | 10049200810003 | Ladda upp en bild av detta fornminne      |
| Skällvik 83:1                           | Stensättning            |              | Skällvik, Östergötland |       | 58.372829, 16.591851 | 10049200830001 | Ladda upp en bild av detta fornminne      |
| Skällvik 84:1                           | Stensättning            |              | Skällvik, Östergötland |       | 58.372130, 16.592761 | 10049200840001 | Ladda upp en bild av detta fornminne      |
| Skällvik 85:1                           | Gravfält                |              | Skällvik, Östergötland |       | 58.373719, 16.587962 | 10049200850001 | Ladda upp en bild av detta fornminne      |
| Skällvik 86:1                           | Stensättning            |              | Skällvik, Östergötland |       | 58.373498, 16.589182 | 10049200860001 | Ladda upp en bild av detta fornminne      |
| Skällvik 89:1                           | Stensättning            |              | Skällvik, Östergötland |       | 58.368612, 16.587182 | 10049200890001 | Ladda upp en bild av detta fornminne      |
| Skällvik 90:1                           | Gravfält                |              | Skällvik, Östergötland |       | 58.369271, 16.585902 | 10049200900001 | Ladda upp en bild av detta fornminne      |
| Skällvik 91:1                           | Röse                    |              | Skällvik, Östergötland |       | 58.369850, 16.583282 | 10049200910001 | Ladda upp en bild av detta fornminne      |
| Ättekullen (Skällvik 92:1)              | Stensättning            |              | Skällvik, Östergötland |       | 58.370739, 16.581107 | 10049200920001 | Ladda upp en bild av detta fornminne      |
| Skällvik 93:1                           | Stensättning            |              | Skällvik, Östergötland |       | 58.370477, 16.579853 | 10049200930001 | Ladda upp en bild av detta fornminne      |
| Skällvik 94:1                           | Stensättning            |              | Skällvik, Östergötland |       | 58.372002, 16.580604 | 10049200940001 | Ladda upp en bild av detta fornminne      |
| Skällvik 94:3                           | Stensättning            |              | Skällvik, Östergötland |       | 58.372061, 16.580991 | 10049200940003 | Ladda upp en bild av detta fornminne      |
| Skällvik 95:1                           | Stensättning            |              | Skällvik, Östergötland |       | 58.373587, 16.576614 | 10049200950001 | Ladda upp en bild av detta fornminne      |
| Skällvik 95:2                           | Stensättning            |              | Skällvik, Östergötland |       | 58.373366, 16.577016 | 10049200950002 | Ladda upp en bild av detta fornminne      |
| Skällvik 95:3                           | Stensättning            |              | Skällvik, Östergötland |       | 58.373236, 16.577099 | 10049200950003 | Ladda upp en bild av detta fornminne      |
| Skällvik 97:1                           | Stensättning            |              | Skällvik, Östergötland |       | 58.375770, 16.571614 | 10049200970001 | Ladda upp en bild av detta fornminne      |
| Skällvik 97:2                           | Stensättning            |              | Skällvik, Östergötland |       | 58.375632, 16.571701 | 10049200970002 | Ladda upp en bild av detta fornminne      |
| Skällvik 97:3                           | Stensättning            |              | Skällvik, Östergötland |       | 58.375652, 16.571517 | 10049200970003 | Ladda upp en bild av detta fornminne      |
| Skällvik 99:1                           | Stensättning            |              | Skällvik, Östergötland |       | 58.362174, 16.589433 | 10049200990001 | Ladda upp en bild av detta fornminne      |
| Skällvik 100:1                          | Stensättning            |              | Skällvik, Östergötland |       | 58.359693, 16.589773 | 10049201000001 | Ladda upp en bild av detta fornminne      |
| Skällvik 100:2                          | Stensättning            |              | Skällvik, Östergötland |       | 58.359781, 16.589282 | 10049201000002 | Ladda upp en bild av detta fornminne      |
| Skällvik 110:1                          | Stensättning            |              | Skällvik, Östergötland |       | 58.373088, 16.660087 | 10049201100001 | Ladda upp en bild av detta fornminne      |
| Skällvik 110:2                          | Stensättning            |              | Skällvik, Östergötland |       | 58.372955, 16.660123 | 10049201100002 | Ladda upp en bild av detta fornminne      |
| Skällvik 110:3                          | Stensättning            |              | Skällvik, Östergötland |       | 58.372906, 16.660263 | 10049201100003 | Ladda upp en bild av detta fornminne      |
| Skällvik 115:1                          | Stensättning            |              | Skällvik, Östergötland |       | 58.366262, 16.590259 | 10049201150001 | Ladda upp en bild av detta fornminne      |
| Skällvik 119:1                          | Stensättning            |              | Skällvik, Östergötland |       | 58.363335, 16.654734 | 10049201190001 | Ladda upp en bild av detta fornminne      |
| Skällvik 119:2                          | Stensättning            |              | Skällvik, Östergötland |       | 58.363291, 16.654839 | 10049201190002 | Ladda upp en bild av detta fornminne      |
| Skällvik 119:3                          | Stensättning            |              | Skällvik, Östergötland |       | 58.363253, 16.654937 | 10049201190003 | Ladda upp en bild av detta fornminne      |
| Skällvik 121:1                          | Stensättning            |              | Skällvik, Östergötland |       | 58.343947, 16.628603 | 10049201210001 | Ladda upp en bild av detta fornminne      |
| Skällvik 125:1                          | Stensättning            |              | Skällvik, Östergötland |       | 58.372738, 16.580408 | 10049201250001 | Ladda upp en bild av detta fornminne      |
| Skällvik 125:2                          | Stensättning            |              | Skällvik, Östergötland |       | 58.372928, 16.580196 | 10049201250002 | Ladda upp en bild av detta fornminne      |
| Skällvik 125:3                          | Stensättning            |              | Skällvik, Östergötland |       | 58.373077, 16.580141 | 10049201250003 | Ladda upp en bild av detta fornminne      |
| Skällvik 125:4                          | Stensättning            |              | Skällvik, Östergötland |       | 58.373393, 16.579981 | 10049201250004 | Ladda upp en bild av detta fornminne      |
| Skällvik 126:1                          | Stensättning            |              | Skällvik, Östergötland |       | 58.371142, 16.579868 | 10049201260001 | Ladda upp en bild av detta fornminne      |
| Skällvik 129:1                          | Stensättning            |              | Skällvik, Östergötland |       | 58.374096, 16.638915 | 10049201290001 | Ladda upp en bild av detta fornminne      |
| Skällvik 134:1                          | Stensättning            |              | Skällvik, Östergötland |       | 58.381066, 16.626200 | 10049201340001 | Ladda upp en bild av detta fornminne      |
| Skällvik 140:1                          | Stensättning            |              | Skällvik, Östergötland |       | 58.372475, 16.657902 | 10049201400001 | Ladda upp en bild av detta fornminne      |
| Skällvik 143:1                          | Stensättning            |              | Skällvik, Östergötland |       | 58.372944, 16.590937 | 10049201430001 | Ladda upp en bild av detta fornminne      |
| Skällvik 143:2                          | Stensättning            |              | Skällvik, Östergötland |       | 58.372904, 16.590382 | 10049201430002 | Ladda upp en bild av detta fornminne      |
| Skällvik 144:1                          | Stensättning            |              | Skällvik, Östergötland |       | 58.373913, 16.586254 | 10049201440001 | Ladda upp en bild av detta fornminne      |
| Skällvik 144:2                          | Stensättning            |              | Skällvik, Östergötland |       | 58.373784, 16.586580 | 10049201440002 | Ladda upp en bild av detta fornminne      |
| Skällvik 165:2                          | Stensättning            |              | Skällvik, Östergötland |       | 58.417740, 16.592880 | 10049201650002 | Ladda upp en bild av detta fornminne      |
| Karlstorp båtmanstorp (Skällvik 173:1)  | Lägenhetsbebyggelse     |              | Skällvik, Östergötland |       | 58.413068, 16.617030 | 10049201730001 | Ladda upp en bild av detta fornminne      |
| Hultet (Skällvik 174:1)                 | Lägenhetsbebyggelse     |              | Skällvik, Östergötland |       | 58.418426, 16.606377 | 10049201740001 | Ladda upp en bild av detta fornminne      |
| Skällvik 180:1                          | Stensättning            |              | Skällvik, Östergötland |       | 58.418247, 16.598709 | 10049201800001 | Ladda upp en bild av detta fornminne      |
| Skällvik 182:1                          | Stensättning            |              | Skällvik, Östergötland |       | 58.419024, 16.598588 | 10049201820001 | Ladda upp en bild av detta fornminne      |
| Skällvik 182:2                          | Stensättning            |              | Skällvik, Östergötland |       | 58.419119, 16.598606 | 10049201820002 | Ladda upp en bild av detta fornminne      |
| Skällvik 195:1                          | Stensättning            |              | Skällvik, Östergötland |       | 58.376923, 16.573003 | 10049201950001 | Ladda upp en bild av detta fornminne      |
| Skällvik 202:1                          | Stensättning            |              | Skällvik, Östergötland |       | 58.413168, 16.680686 | 10049202020001 | Ladda upp en bild av detta fornminne      |
| Skällvik 202:2                          | Stensättning            |              | Skällvik, Östergötland |       | 58.413093, 16.680487 | 10049202020002 | Ladda upp en bild av detta fornminne      |
| Skällvik 204:1                          | Stensättning            |              | Skällvik, Östergötland |       | 58.374484, 16.575156 | 10049202040001 | Ladda upp en bild av detta fornminne      |
| Hagen (Skällvik 220:1)                  | Lägenhetsbebyggelse     |              | Skällvik, Östergötland |       | 58.422620, 16.579422 | 10049202200001 | Ladda upp en bild av detta fornminne      |
| Skällvik 221:1                          | Stensättning            |              | Skällvik, Östergötland |       | 58.401720, 16.655500 | 10049202210001 | Ladda upp en bild av detta fornminne      |
| Stegeborgs slottsruin (Skällvik 222:1)  | Slott/herresäte         |              | Skällvik, Östergötland |       | 58.441526, 16.598317 | 10049202220001 | Ladda upp en till bild av detta fornminne |
| Stegeborgs slottsruin (Skällvik 222:2)  | Runristning             |              | Skällvik, Östergötland |       | 58.441667, 16.597944 | 10049202220002 | Ladda upp en bild av detta fornminne      |
| Lilla trädgårdsskansen (Skällvik 222:3) | Fästning/skans          |              | Skällvik, Östergötland |       | 58.441551, 16.599042 | 10049202220003 | Ladda upp en till bild av detta fornminne |
| Skällvik 223:1                          | Stensättning            |              | Skällvik, Östergötland |       | 58.352273, 16.630563 | 10049202230001 | Ladda upp en bild av detta fornminne      |
| Skällvik 226:1                          | Stensättning            |              | Skällvik, Östergötland |       | 58.364479, 16.598888 | 10049202260001 | Ladda upp en bild av detta fornminne      |
| Skällvik 226:2                          | Stensättning            |              | Skällvik, Östergötland |       | 58.364576, 16.599232 | 10049202260002 | Ladda upp en bild av detta fornminne      |
| Skällvik 236:1                          | Stensättning            |              | Skällvik, Östergötland |       | 58.378406, 16.627939 | 10049202360001 | Ladda upp en bild av detta fornminne      |
| Bäcken (Skällvik 241:1)                 | Lägenhetsbebyggelse     |              | Skällvik, Östergötland |       | 58.410940, 16.603681 | 10049202410001 | Ladda upp en bild av detta fornminne      |
| Skällvik 243:1                          | Gravfält                |              | Skällvik, Östergötland |       | 58.419837, 16.595266 | 10049202430001 | Ladda upp en bild av detta fornminne      |
| Skällvik 247:1                          | Gravfält                |              | Skällvik, Östergötland |       | 58.399983, 16.670486 | 10049202470001 | Ladda upp en bild av detta fornminne      |
| Skällvik 248:1                          | Fästning/skans          |              | Skällvik, Östergötland |       | 58.404775, 16.687882 | 10049202480001 | Ladda upp en bild av detta fornminne      |
| Skällvik 251:1                          | Stensättning            |              | Skällvik, Östergötland |       | 58.393452, 16.662288 | 10049202510001 | Ladda upp en bild av detta fornminne      |
| Skällvik 251:2                          | Stensättning            |              | Skällvik, Östergötland |       | 58.393627, 16.662119 | 10049202510002 | Ladda upp en bild av detta fornminne      |
| Skällvik 251:3                          | Stensättning            |              | Skällvik, Östergötland |       | 58.393975, 16.662593 | 10049202510003 | Ladda upp en bild av detta fornminne      |
| Skällvik 252:1                          | Stensättning            |              | Skällvik, Östergötland |       | 58.389577, 16.664244 | 10049202520001 | Ladda upp en bild av detta fornminne      |
| Skällvik 253:1                          | Stensättning            |              | Skällvik, Östergötland |       | 58.390678, 16.655456 | 10049202530001 | Ladda upp en bild av detta fornminne      |
| Skällvik 253:2                          | Stensättning            |              | Skällvik, Östergötland |       | 58.390706, 16.655247 | 10049202530002 | Ladda upp en bild av detta fornminne      |
| Skällvik 253:3                          | Stensättning            |              | Skällvik, Östergötland |       | 58.390830, 16.655397 | 10049202530003 | Ladda upp en bild av detta fornminne      |
| Skällvik 254:1                          | Stensättning            |              | Skällvik, Östergötland |       | 58.384500, 16.659390 | 10049202540001 | Ladda upp en bild av detta fornminne      |
| Skällvik 257:1                          | Gravfält                |              | Skällvik, Östergötland |       | 58.372656, 16.663425 | 10049202570001 | Ladda upp en bild av detta fornminne      |
| Skällvik 259:1                          | Stensättning            |              | Skällvik, Östergötland |       | 58.372802, 16.664550 | 10049202590001 | Ladda upp en bild av detta fornminne      |
| Skällvik 260:1                          | Stensättning            |              | Skällvik, Östergötland |       | 58.370921, 16.666483 | 10049202600001 | Ladda upp en bild av detta fornminne      |
| Skällvik 261:2                          | Stensättning            |              | Skällvik, Östergötland |       | 58.371053, 16.664048 | 10049202610002 | Ladda upp en bild av detta fornminne      |
| Skällvik 262:1                          | Stensättning            |              | Skällvik, Östergötland |       | 58.370746, 16.658117 | 10049202620001 | Ladda upp en bild av detta fornminne      |
| Skällvik 263:1                          | Stensättning            |              | Skällvik, Östergötland |       | 58.374344, 16.649175 | 10049202630001 | Ladda upp en bild av detta fornminne      |
| STEGEBORG (Skällvik 272)                | Spärranordning          |              | Skällvik, Östergötland |       | 58.442533, 16.597535 | 18000000070566 | Ladda upp en bild av detta fornminne      |
| Skällvik 273                            | Spärranordning          |              | Skällvik, Östergötland |       | 58.416369, 16.658463 | 18000000070581 | Ladda upp en bild av detta fornminne      |
| Skällvik 274                            | Spärranordning          |              | Skällvik, Östergötland |       | 58.432573, 16.667453 | 18000000070582 | Ladda upp en bild av detta fornminne      |
| Nybbygget Bengdt (Skällvik 276)         | Lägenhetsbebyggelse     |              | Skällvik, Östergötland |       | 58.401648, 16.610112 | 12000000069982 | Ladda upp en bild av detta fornminne      |
| Skällvik 278                            | Husgrund, historisk tid |              | Skällvik, Östergötland |       | 58.414669, 16.616704 | 12000000069984 | Ladda upp en bild av detta fornminne      |
| Skällvik 282                            | Kvarn                   |              | Skällvik, Östergötland |       | 58.414803, 16.634666 | 12000000072462 | Ladda upp en bild av detta fornminne      |
| Skällvik 284                            | Lägenhetsbebyggelse     |              | Skällvik, Östergötland |       | 58.402322, 16.612273 | 12000000072464 | Ladda upp en bild av detta fornminne      |
| Smedstorp (Skällvik 287)                | Lägenhetsbebyggelse     |              | Skällvik, Östergötland |       | 58.412006, 16.600356 | 12000000072516 | Ladda upp en bild av detta fornminne      |
| Skällvik 288                            | Lägenhetsbebyggelse     |              | Skällvik, Östergötland |       | 58.414870, 16.608606 | 12000000072517 | Ladda upp en bild av detta fornminne      |
| Roshult (Skällvik 289)                  | Lägenhetsbebyggelse     |              | Skällvik, Östergötland |       | 58.410303, 16.636447 | 12000000072518 | Ladda upp en bild av detta fornminne      |
| Skällvik 294                            | Stensättning            |              | Skällvik, Östergötland |       | 58.437145, 16.608482 | 12000000072523 | Ladda upp en bild av detta fornminne      |
| Skällvik 297                            | Husgrund, historisk tid |              | Skällvik, Östergötland |       | 58.426280, 16.610604 | 12000000072526 | Ladda upp en bild av detta fornminne      |
| Skällvik 307                            | Stensättning            |              | Skällvik, Östergötland |       | 58.366023, 16.567842 | 12000000103581 | Ladda upp en bild av detta fornminne      |